# Ptychodium plicatum
Ptychodium plicatum là một loài Rêu trong họ Thuidiaceae. Loài này được (Schleich. ex F. Weber & D. Mohr) Schimp. miêu tả khoa học đầu tiên năm 1860.